# Brooke Elliott
Pour les articles homonymes, voir Elliott.
Brooke Elliott est une actrice, scénariste et chanteuse américaine, née le 16 novembre 1974 à Fridley en Minnesota. Elle est connue pour son rôle de Jane Bingum, héroïne de la série télévisée Drop Dead Diva sur Lifetime ainsi que pour son rôle de Dana Sue Sullivan dans À l'ombre des Magnolias sur Netflix.
Chanteuse confirmée, elle s'est produite dans de nombreux spectacles de Broadway tels que La Belle et la Bête, The Pirate Queen, Taboo et Wicked.

## Biographie

### Jeunesse et formation
Brooke Elliott est née à Fridley dans le Minnesota. Son père Robert travaillait comme gestionnaire de la ville et sa mère, Kathleen, au foyer. Brooke a une sœur, Jamie Alexander et un frère, Adam Elliott. En raison d'une possibilité d'emploi pour son père, elle s'installe à Riverview au Michigan.
Elle fait sa dernière année d'études secondaire au lycée catholique Gabriel Richard, dont elle sort diplômée en 1993. À la remise des diplômes, elle chante Friends de Michael W. Smith. Elle étudie ensuite à Western Michigan University, où elle obtient une licence des Beaux-Arts dans la Performance Théâtre Musical en 1998.
Sa sœur Jamie Alexander enseigne la psychologie et le français à l'école secondaire Kelley Lycée à Tulsa, Oklahoma.

### Carrière
Brooke Elliott débute en jouant dans des comédies musicales à Broadway comme La Belle et la Bête, The Pirate Queen, Wicked et d'autres. Sa première apparition sur le grand écran est en tant que figurante pour la comédie Ce que veulent les femmes avec Mel Gibson.
En 2005, elle joue dans un épisode de la première saison de la série judiciaire New York, cour de justice. Mais il faut attendre 2009 pour qu'elle décroche le rôle qui la révèle au grand public. Elle est choisie pour jouer le rôle principal de la série Drop Dead Diva. Cette série créée par Josh Berman raconte la vie de Jane Bingum, une avocate brillante en surpoids qui partage son corps avec Deb Dobkins, un mannequin écervelé, décédée dans un accident de voiture.
Le show rencontre son public et permet à l'actrice de s'installer sur le petit écran. Elle reçoit également une proposition pour le Satellite Award de la meilleure actrice dans une série télévisée musicale ou comique et remporte, notamment, le Gracie Allen Award de la même catégorie.
En 2014, Drop Dead Diva s'arrête au bout de six saisons.
L'actrice se fait alors très rare et traverse une période de retrait ponctuée par le refus de deux pilotes pour le réseau ABC, dans lesquelles elle occupait un premier rôle, comme Furst Born avec Poppy Montgomery, Katey Sagal et Swoosie Kurtz et Crazy Wonderful, une comédie dans laquelle elle était la mère d'une famille dysfonctionnelle dont le patriarche souffre d'une maladie mentale,,.
En 2017, elle fait une apparition dans la comédie indépendante Trew Calling avec Kevin Sizemore. Avant cela, elle devient réalisatrice pour une éphémère web-série intitulée Say Hello.
En 2019, elle participe à un épisode d'une série développée par la plateforme Netflix autour de la chanteuse Dolly Parton, Dolly Parton's Heartstrings. Mais elle rejoint surtout la distribution principale d'A l'ombre des magnolias aux côtés d'Heather Headley et Joanna García, un drame romantique sur trois amies qui tentent de se serrer les coudes entre travail, enfants et peines de cœur.

## Théâtre
Sauf indication contraire ou complémentaire, les informations mentionnées dans cette section proviennent de la base de données IBDb.
- 1999-2003 : La Belle et la Bête (comédie musicale) : Mrs. Potts / Madame de la Grande Bouche
- 2003-2004 : Taboo : Big Sue
- 2005-2015 : Wicked (comédie musicale) : Madame Morrible
- 2007 : The Pirate Queen : Evleen

## Filmographie

### En tant qu’actrice

#### Longs métrages
- 2000 : Ce que veulent les femmes (What Women Want) de Nancy Meyers : la femme dans le parc
- 2017 : Trew Calling de Greg Robbins : Kendra
- 2019 : More Beautiful for Having Been Broken de Nicole Conn : Kat

#### Séries télévisées
- 2005 : New York, cour de justice (Law & Order: Trial by Jury) : Denise Bell (1 épisode)
- 2009-2014 : Drop Dead Diva : Jane Bingum (rôle principal - 78 épisodes)
- 2016 : Furst Born : Amber (pilote rejeté par ABC)
- 2019 : Dolly Parton's Heartstrings : Nancy (saison 1, épisode 3)
- depuis 2020 : À l'ombre des Magnolias : Dana Sue Sullivan (rôle principal - 20 épisodes)

### En tant que réalisatrice
- 2016 : Say Hello (web-série)

### En tant que scénariste
- 2016 : Say Hello (web-série)

## Distinctions
Sauf indication contraire ou complémentaire, les informations mentionnées dans cette section proviennent de la base de données IMDb.

### Récompenses
- Gracie Allen Awards 2010 : meilleure actrice dans une série télévisée comique pour Drop Dead Diva
- Women's Image Network Awards 2011 : meilleure actrice dans une série télévisée comique pour Drop Dead Diva

### Nominations
- 14e cérémonie des Satellite Awards 2009 : meilleure actrice dans une série télévisée musicale ou comique pour Drop Dead Diva
- Prism Award 2011 : meilleure actrice dans une série télévisée comique pour Drop Dead Diva
- Prism Award 2014 : meilleure actrice dans une série télévisée comique pour Drop Dead Diva